# Нееме Ярві
Не́еме Я́рви (ест. Neeme Järvi; нар. 7 червня 1937) — радянський, естонський і американський диригент. Народний артист Естонської РСР (1971). Лауреат Державної премії СРСР (1978).

## Життєпис
Народився у Таллінні. Закінчив Талліннське музичне училище імені Георга Отса на відділеннях ударних інструментів і хорового диригування. 1960 закінчив Ленінградську консерваторію на відділенні оперно-симфонічного диригування у Миколи Рабиновича і Євгенія Мравінського.
Як симфонічний диригент дебютував у 18-річному віці в Естонії, як оперний — як диригент оркестру Ленінградського академічного театру опери і балету з оперою Жоржа Бізе «Кармен».
1963 — став головним диригентом відразу двох колективів: Симфонічного оркестру Естонського телебачення і радіо (1975 року перетвореного на Симфонічний оркестр Естонської РСР) та оркестру Театру опери та балету «Естонія». З 1976 р. зосередився на роботі з симфонічним оркестром. У 1960-х роках після численних гастролей республіками СРСР і країнами Східної Європи з Театром ім. Кірова став широко відомий далеко за межами Естонії.
1971 — переміг в Італії на конкурсі Музичної академії Санта Чечілія, після чого Нееме почали запрошувати в багато країн світу у відомі оркестри і знамениті оперні театри.
1980 —переїхав до США, з 1987 року громадянин США. У 1982–2004 рр.. головний диригент Ґетеборзького симфонічного оркестру, одночасно в 1984–1988 рр.. очолював Шотландський національний оркестр, а в 1990–2005 роках — Детройтський симфонічний оркестр. Був також головним запрошеним диригентом Бірмінгемського симфонічного оркестру (1981–1983) та ін.
З 2005 р. головний диригент Гаазького оркестру — одного з трьох провідних оркестрів Нідерландів. Регулярно виступає з Лондонським симфонічним оркестром, амстердамським Консертгебау, Оркестром Парижа та інші світу провідними колективами.
2010 — знову очолив Естонський національний симфонічний оркестр, однак за кілька місяців покинув його через розбіжності з Міністерством культури Естонії.

## Нагороди та звання
- почесний доктор Естонської академії музики і театру,
- почесний доктор університетів в Детройті, Абердині (Шотландія), Гетеборзі.
- в Естонії носить негласний титул «естонець століття» і є почесним громадянином міста Пярну.
- лауреат першої премії Міжнародного конкурсу Музичної академії Санта Чечілія (1971, Рим).